# Меляне
Меляне (болг. Меляне) — село в Болгарии. Находится в Монтанской области, входит в общину Георги-Дамяново. Население составляет 161 человек.

## Политическая ситуация
В местном кметстве Меляне, в состав которого входит Меляне, должность кмета (старосты) исполняет Ботё Величков Петков (Союз демократических сил (СДС)) по результатам выборов правления кметства.
Кмет (мэр) общины Георги-Дамяново — Дилян Станимиров Димитров (Граждане за европейское развитие Болгарии (ГЕРБ)) по результатам выборов в правление общины.